# Vilyvitány
Vilyvitány é um município da Hungria, situado no condado de Borsod-Abaúj-Zemplén. Tem 13,12 km² de área e sua população em 2015 foi estimada em 236 habitantes.